# 조연흥
조연흥(曺然興, 영문명:CHO Youn-Heung, 1940년 2월 6일 ~ )은 대한민국의 언론인, 시민사회단체인이다. 조선일보에서 기자로 정년퇴임하였다. 독립운동가 조만식의 넷째 아들로, 어머니는 독립운동가 겸 교육자 전선애이다. 본관은 창녕. 종교는 개신교이다. 평안남도 출신.

## 생애
1940년 평안남도 평양에서 조만식과 그의 후처 전선애의 넷째 아들로 태어났다. 1946년 1월 아버지 조만식이 평양의 고려호텔에 감금당하자 어머니 전선애를 따라 남하하였다.
이후 1953년 부산 초량국민학교를 졸업하고 서울의 중앙중학교를 입학, 1956년 중앙중을 졸업하고 중앙고등학교로 진학하였다.
1959년 중앙고등학교를 졸업하고 연세대학교 정치외교학과로 진학하였다. 1967년 연세대 정치외교학과를 졸업하였다.
조선일보의 신문기자로 입사하여 30여년간 근무하고 정년퇴직하였다.

## 경력
조선일보에 평기자로 입사하여 30년간 근무하였으며, 조선일보 전무이사 등을 지냈다. 퇴임 후 사단법인 방일영문화재단의 이사장으로 초빙되었다.
1967년 조선일보에 입사하여 조선일보 문화부, 사회부 기자 등으로 활동했고, 30여년 간 조선일보에서 기자로 활동하였다. 1979년 조선일보 사회부 차장, 1984년 정치부 차장, 1984년 조선일보 잡지 주간조선담당 부장, 1984년 조선일보 총무부 부장, 1985년 조선일보 사회부 부장, 1987년 총무국 부국장 겸 사업부장, 1988년 조선일보 총무국 국장 등읅거쳐 임원진인 조선일보 이사대우에 올랐다.
1993년-1994년 조선일보 총무국장 이사대우, 1994년-1996년 조선일보 총무국장 겸 이사, 1996년-2001년 조선일보 제작국장 겸 이사, 2001년-2004년 조선일보 제작담당 상무이사, 2004년 조선일보 제작담당 전무이사 등을 지냈으며 언론단체인 2004년 한국신문협회 신문잉크 비상임 이사로도 초빙되었다. 2007년 조선일보 전무이사로 정년퇴직하였다. 그해 방일영문화재단 이사장으로 초빙되었다.

## 저서
- 《아마존 야성기행》 (1974)

## 취미
- 테니스, 골프

## 가족 관계
- 할아버지 : 조경학(曺景學, ? ~ 1930년 음력 4월 14일)
- 할머니 : 경주김씨 김경건(金敬虔, ? ~ 1931년 음력 4월 14일)
  - 고모 : 조은식(1887년 ~ ?)

- 아버지 : 조만식(曺晩植, 1883년 2월 1일 - 1950년 12월 10일, 독립운동가·정치인)
- 어머니 : 박씨(朴氏, 1880년 ~ 1903년, 아버지 조만식의 본부인)
  - 이복 형 : 조칠숭(曺七崇, 1899년 ~ 1909년)
- 어머니 :이의식(李義植, 1885년 ~ 1935년, 아버지 조만식의 첫째아내)
  - 이복 형 : 조연명(曺然明, 1914년 5월 20일 ~ )
  - 이복 형 : 조연창
  - 이복 누나 : 조선부(曺善富, 1910년 음력 3월 25일 ~ )
  - 이복 누나 : 조선희(曺善姬, 1916년 음력 5월 15일 ~ )
  - 매형 : 강의홍

- 어머니 (생모) : 전선애(田善愛, 1904년 9월 22일 - 2000년 3월 29일, 독립운동가·교육자)
  - 남동생 : 조연수(, 고당조만식기념사업회 사무국장)
  - 여동생 : 조선영
- 배우자 : 유승희(柳承姬, 1947년 8월 15일 ~ )
  - 장남 : 조은규(曺殷圭, 1971년 7월 19일 ~ )
  - 장자부 : 오장은(吳長恩, 1975년 5월 13일 ~ )
  - 차남 : 조경규(曺經圭, 1974년 10월 8일 ~, 그래픽 디자이너·전 피바다 학생 전문공작소 운영자·현 만화가)
  - 차자부 : 방현선(方鉉善, 1974년 8월 16일 ~, 사진가)

## 같이 보기
- 조선일보
- 방일영
- 방우영
- 방응모
- 조만식
- 전선애
- 선우휘
- 이도형
- 김대중
- 조갑제